# 음성 분지

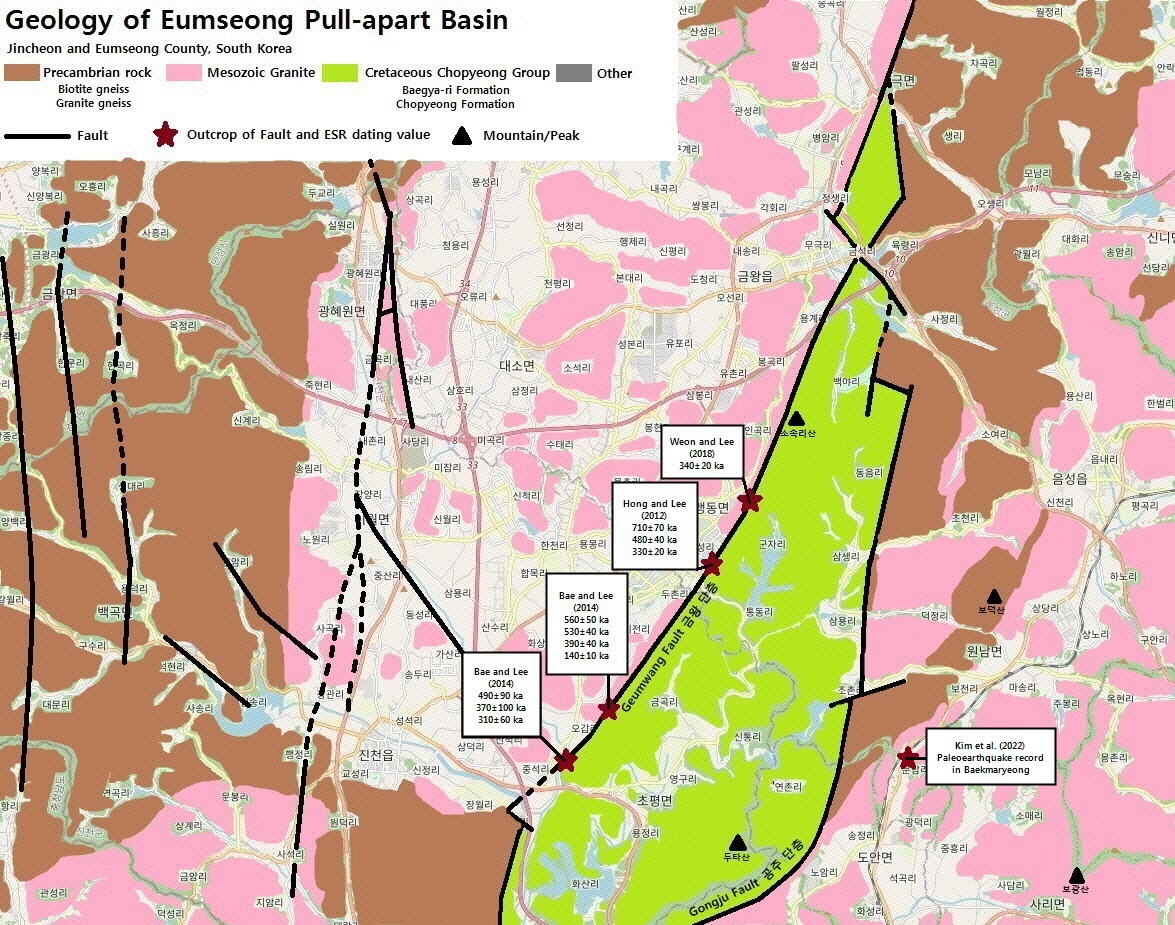
음성 분지와 금왕 단층, 공주 단층

음성 분지(陰城盆地, Eumseong Basin)는 대한민국 충청북도 음성군 금왕읍~진천군 초평면 지역에서 공주 단층과 금왕 단층을 따라 형성된 중생대 백악기의 퇴적 분지이며 단층에 의해 형성된 주향이동 분지이다. 경상 누층군에 대비되는 중생대 백악기의 퇴적암 지층 초평층군으로 구성된다.

## 개요
음성 분지는 북서쪽 경계를 이루는 금왕 단층과 남동쪽 경계를 이루는 공주 단층의 사이에 자리잡은 마름모꼴의 인리형 분지(pull-apart basin)이다. 지리적으로는 음성군 맹동면과 진천군 초평면 일대에 해당한다. 음성 분지 내 퇴적암은 층리의 변화가 심한데 이는 경계 단층의 활동으로 분지의 열개와 더불어 퇴적이 시작된 후 단속적인 단층 활동으로 인해 분지의 확장과 퇴적 작용이 반복하여 진행되었기 때문이다.
음성 분지에 퇴적암이 퇴적된 후 발생한 단층 운동은 음성 분지의 북서쪽 경계부에 발달한 금왕 단층에 집중된 것으로 해석되며 음성 분지 내 퇴적암에 발달한 습곡 구조는 공주 단층보다는 금왕 단층의 좌수향 주향이동 운동의 영향을 받은 것으로 해석된다. 음성 분지는 최대 33 km의 연장과 7 km 폭으로 발달하며 약 140 km2의 면적을 가진다.

## 금왕 단층
음성 지질도폭(1976)에서는 음성 분지의 퇴적물인 백악기 초평층군과 퇴적암 내에 발달한 북동 30° 주향의 습곡이 확인되었으나 단층은 보고되지 않았다.
홍나리와 이희권(2012)은 음성 분지 북서부 음성군 맹동면 지역에서 금왕 단층의 특성 및 제4기에 발생한 단층 운동의 역사에 대해 연구하였다. 이 지역에서 금왕 단층은 쥐라기 흑운모 화강암과 백악기 퇴적암 초평층군 사이에 발달되어 있다. 금왕 단층은 지하 1~4 km 이상의 깊은 곳에서 형성된 단층이 현재 지표에 드러난, 파쇄암 계열로 이루어진 주향 이동 단층이다. 단층비지를 이용한 ESR 연대측정 결과는 710±70 ka, 480±40 ka, 330±20 ka으로 해당 지역에서는 제4기에 약 20만년 주기로 계속 단층 운동이 발생한 것으로 보고되었다. 이러한 주기성을 가지는 단층 운동 패턴은 역사지진이나 홀로세 지진 활동 자료에서도 나타난다.
음성 분지의 북서쪽 경계에 해당하는 부분에서 쥐라기 흑운모 화강암과 백악기 초평층이 금왕 단층에 의해 접하고 있다. 3개 지점에서 채취한 시료의 ESR 연대측정 결과는 14~56만 년 전의 분포를 보이며 약 71만 년 전에 음성군 맹동면 일대에서, 약 48~56 및 29~39만 년 전에 음성군 맹동면~진천군 덕산읍 일대에서, 약 14만 년 전에 진천군 덕산읍 일대에서 단층 활동이 발생했음을 지시한다. ESR 연대측정 자료에 의하면 금왕 단층의 단층활동이 주향방향을 따라 이동하는 경향을 보인다.
맹동면 쌍정리 일대(N 36°46'~37°02', E 127°28'~127°37')에는 단층비지로 구성된 단층핵이 약 2 m의 폭으로 발달되어 있다. 이 지역에는 북북동 주향의 단층을 기준으로 북서쪽에는 중생대 백악기의 화강암이, 남동쪽에는 음성 분지의 퇴적층 초평층군이 분포한다. ESR 연대측정 결과는 약 33만 년 전이다. 진천군~음성군 일대 금왕단층의 남서 말단부에서의 제4기 단층운동 패턴은 활동기와 비활동기로 나누어지며, 약 33만 년 전 이후에는 단층비지의 재활동이 일어나지 않은 것으로 추정된다.
오종현(2023) 등은 단층과 같은 지질학적 요소들이 지하수에 미치는 영향을 알아보기 위해 금왕 단층과 공주 단층이 지나는 음성 분지 일대의 지하수를 조사하였다. 그 결과 단층들이 지하수의 유동통로 역할을 잘 하지 못하는 것으로 나타났으며, 양산 단층에서의 연구 결과를 바탕으로 양산 단층과 같은 활성단층들과는 달리 해당 지역의 공주 단층과 금왕 단층은 현재 거의 유의미한 활동을 보이지 않아 지하수가 유동할 수 있는 공간이 상대적으로 적어 단층대를 통한 지하수의 유동이 활발하지 않은 것으로 해석하였다.

## 초평층군
초평층군(草坪層群, Chopyeong Group)은 음성 분지를 채우고 있는 중생대 백악기 퇴적암 지층으로 하부 초평층과 상부 백야리층으로 구분된다. 

### 초평층
초평층(草坪層, Chopyeong Formation)은 적색 각력암과 적색 셰일 및 회색 역암과 회녹색 셰일로 구성되며 적색의 암석이 더 우세하다. 초평층은 북동 30° 방향의 축을 가진 습곡 작용을 받아 동일 시기의 층준을 추적하기 어렵다.

### 백야리층
백야리층(白也里層, Baegya-ri Formation)은 음성 분지 북반부를 차지하고 초평층을 부정합으로 덮는 것으로 추정된다. 백야리층은 회색의 역암, 역질사암, 알코스질사암, 셰일 등으로 구성되며 적색 암상이 거의 없다. 맹동면 한티재의 암회색 셰일에서는 많은 연흔이 발견되었고 담회색 사암 중에서 사층리가 발견되었다. 셰일은 역질사암과 호층을 이루며 식물 화석을 함유한다. 백야리층의 두께는 약 300 m이다.

### 화석
최성자 등(1995)은 음성 분지 남측의 초평층에서 Clavator(?) sp. cf. Clavator sp. (Neagu & Georgescu-Donos 1973). Flabellochara sp. cf. Flabellochara jurongica (S. Wang et Zhang 1982), Mesochara sp. B., Mesochara sp. C., Feistiella sp. 4종 6속의 윤조화석을 발견하고 초평층의 지질시대를 백악기 오트리브절에서 압트절(Aptian)에 해당하는 것으로 보았으며 지층을 경상 누층군의 상부 신동층군과 하양층군에 대비시켰다.

## 같이 보기
- 한국의 지질
- 금왕 단층
- 공주 단층
- 풍암 분지
- 공주 분지
- 부여 분지
- 영동 분지
- 정자 분지